# Infiniti QX30
Le QX30 est un SUV premium produit par le constructeur automobile japonais Infiniti de 2016 à 2019 dont son concept dévoilé au salon international de l'automobile de Genève 2015 préfigurait sa version définitive,. Il concurrence les BMW X1 et Audi Q3.

## Présentation
Le QX30 est dévoilé au salon international de l'automobile de Genève 2016.

## Caractéristiques techniques
Le QX30 repose sur la plateforme technique de la Mercedes-Benz Classe GLA et de la compacte Infiniti Q30.

## Motorisations
1,5 dci en commun avec Renault et Mercedes 
1,6 et 2.0 essence commun à Mercedes 
2.2 cdi également Mercedes 

## Finitions

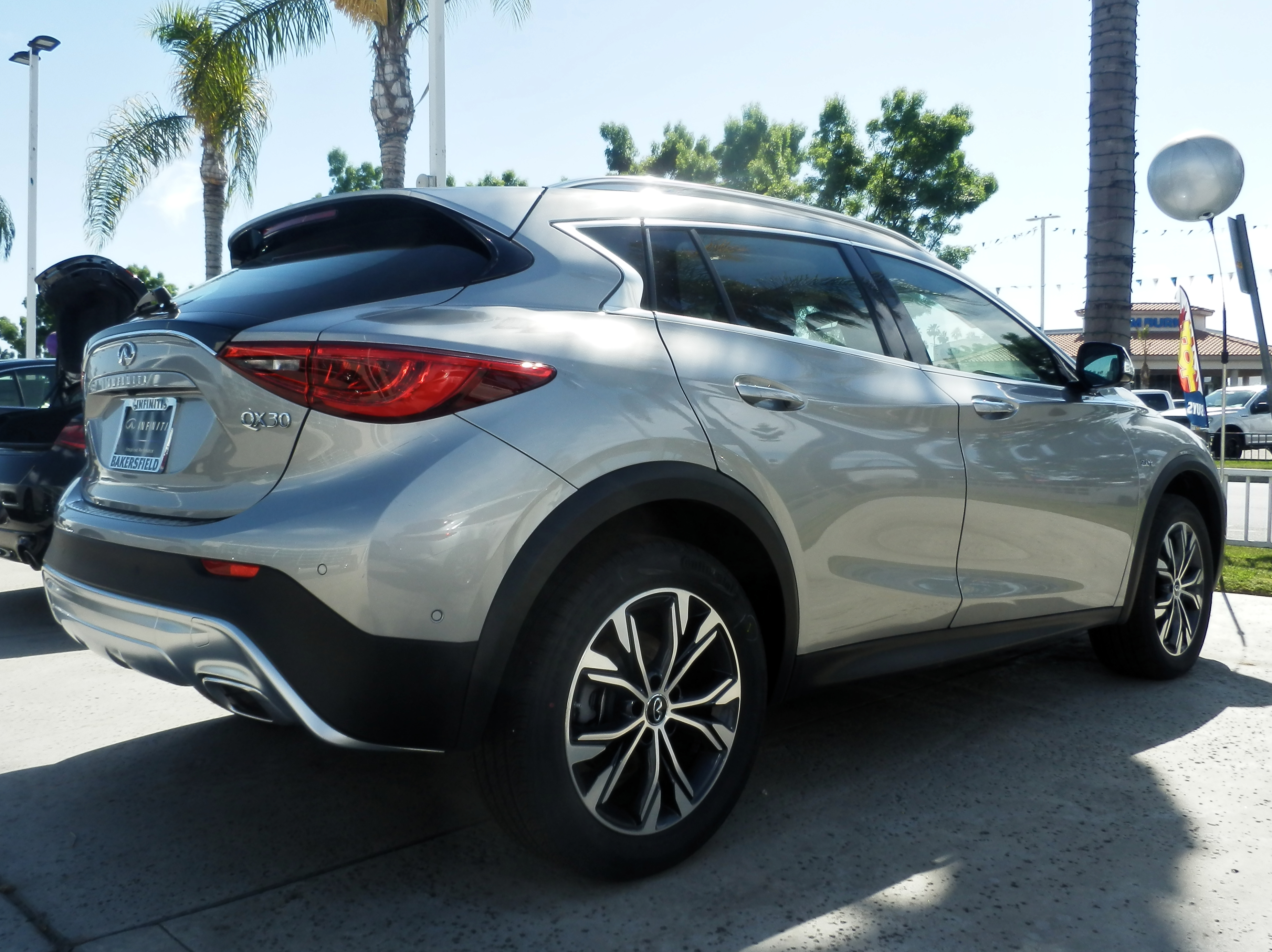
vue de l'arrière

- Premium
- Premium Tech
- Executive